# Brooklyn Decker

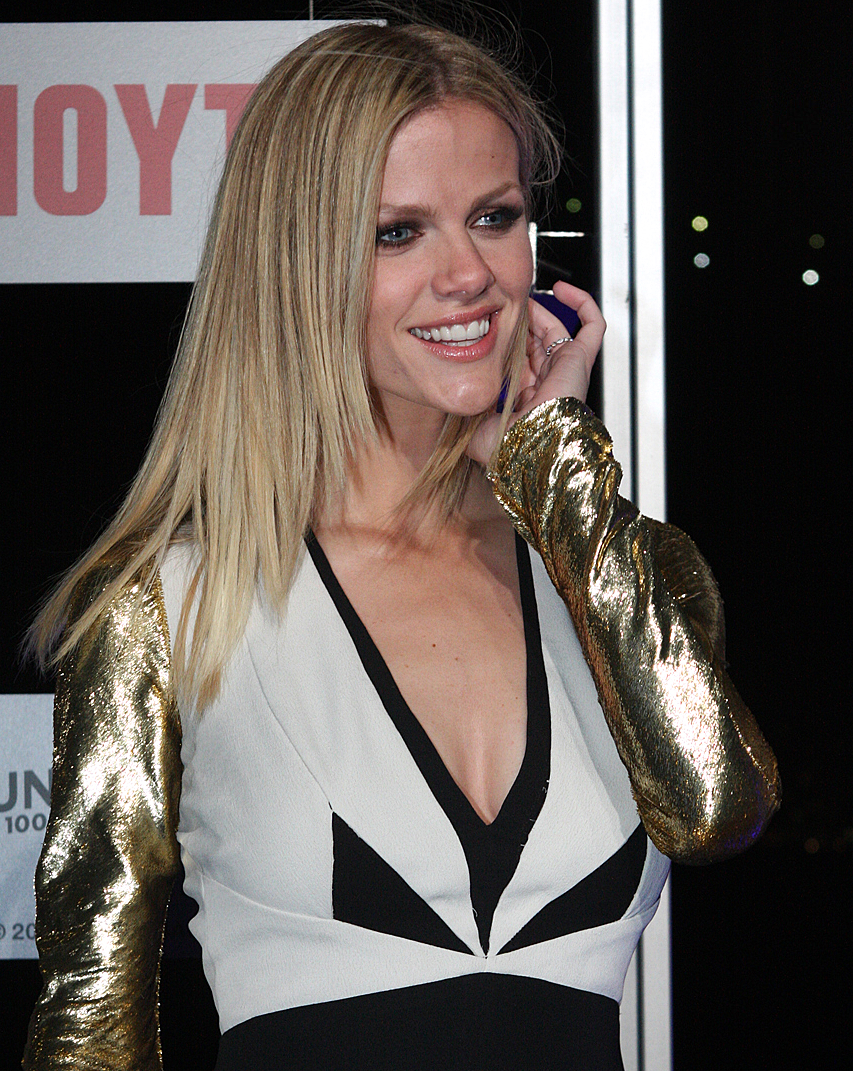
Brooklyn Decker (2012)

Brooklyn Danielle Decker (* 12. April 1987 in Kettering, Ohio) ist ein US-amerikanisches Model und Schauspielerin.

## Leben
Als Teenager wurde Brooklyn Decker in einer Shoppingmall in Charlotte (North Carolina) entdeckt. Sie modelte schon bald für The GAP, Intimissimi und Victoria’s Secret und war in den Magazinen Teen Vogue, Cosmopolitan, FHM und Glamour zu sehen. 2006 war sie erstmals in der Sports Illustrated-Swimsuit Edition in Badekleidung abgebildet, danach auch in den folgenden zwei Jahren. Erste kleine Nebenrollen hatte sie in den Fernsehserien Chuck und Alles Betty!. Im Jahr 2010 war sie schließlich auf dem Cover der Sports Illustrated abgebildet. 2011 folgte ihr Kino-Debüt: In der US-Komödie Meine erfundene Frau spielte sie neben Adam Sandler und Jennifer Aniston die Rolle der Palmer. 2012 spielte Decker in dem Science-Fiction-Film Battleship Samantha Shane, die Tochter des von Liam Neeson verkörperten Admiral Shane.
Brooklyn Decker ist mit dem ehemaligen US-amerikanischen Tennisspieler Andy Roddick verheiratet. Am 30. September 2015 kam der erste Sohn und im November 2017 die erste Tochter auf die Welt.

## Filmografie (Auswahl)
- 2009: Chuck (Fernsehserie, Episode 2x15)
- 2009: Royal Pains (Fernsehserie, Episode 1x08)
- 2009: Alles Betty! (Ugly Betty, Fernsehserie, Episode 4x04)
- 2011: Meine erfundene Frau (Just Go with It)
- 2012: Battleship
- 2012: Was passiert, wenn’s passiert ist (What to Expect When You’re Expecting)
- 2014: Friends with Better Lives (Fernsehserie, 13 Episoden)
- 2014: Stretch
- 2015–2022: Grace and Frankie (Fernsehserie, 72 Episoden)
- 2015: Results
- 2016: Lovesong
- 2016: Casual Encounters
- 2017: Band Aid
- 2018: Support the Girls

## Auszeichnungen
- 2012: Goldene Himbeere: Nominierung für die schlechteste Filmpaarung (mit Adam Sandler) in Meine erfundene Frau
- 2013: Goldene Himbeere: Nominierung als schlechteste Nebendarstellerin in Battleship und in Was passiert, wenn’s passiert ist